# Oakland Schools
Oakland Schools (OS, "Escuelas de Oakland") es el distrito escolar intermedio (Intermediate school district) del Condado de Oakland, Míchigan en Gran Detroit (EN). Tiene su sede en el Municipio de Waterford.
El distrito sirve 28 distritos escolares locales, 19 academias públicas (public school academies), y 111 edificios de las escuelas non-públicas.

## Historia
En 1962 el distrito abrió.
En el octubre de 2003 la junta escolar del distrito despidió el superintendente, James Redmond.